# Bahnstrecke Weilheim–Peißenberg
| |                              |                               |                               |
| Streckennummer (DB): | 5450                         |                               |                               |
| Kursbuchstrecke (DB): | 962                          |                               |                               |
| Streckenlänge: | 8,939 km                     |                               |                               |
| Spurweite: | 1435 mm (Normalspur)         |                               |                               |
| Streckenklasse: | C4                           |                               |                               |
| Stromsystem: | 1925–1983: 15 kV 16 2⁄3 Hz ~ |                               |                               |
| Maximale Neigung: | 10 ‰                         |                               |                               |
| Minimaler Radius: | 500 m                        |                               |                               |
| Streckengeschwindigkeit: | 80 km/h                      |                               |                               |
| Zugbeeinflussung: | PZB                          |                               |                               |
| |                              |                               |                               |
| \| \| \| von München Hbf \| \| \| \| \| von Mering \| \| \| \| 0,000 \| Weilheim (Oberbay) \| 562 m \| \| \| \| nach Garmisch-Partenkirchen \| \| \| \| 1,900 \| Ammer (73 m) \| Ammer (73 m) \| \| \| 6,190 \| Unterpeißenberg (bis 1880) \| Unterpeißenberg (bis 1880) \| \| \| 6,510 \| Peißenberg Nord (seit 1900) \| 598 m \| \| \| 8,939 \| Peißenberg \| 591 m \| \| \| \| Anschluss Bergwerk Peißenberg \| \| \| \| \| nach Schongau \| \| \| \| \| \| \| \| Quellen: [1][2][3][4] \| \| \| \| |                              |                               |                               |
| Strecke |                              | von München Hbf               | von München Hbf               |
| Abzweig geradeaus und von rechts |                              | von Mering                    | von Mering                    |
| Bahnhof | 0,000                        | Weilheim (Oberbay)            | 562 m                         |
| Abzweig geradeaus und nach links |                              | nach Garmisch-Partenkirchen   | nach Garmisch-Partenkirchen   |
| Brücke über Wasserlauf | 1,900                        | Ammer (73 m)                  | Ammer (73 m)                  |
| ehemaliger Bahnhof | 6,190                        | Unterpeißenberg (bis 1880)    | Unterpeißenberg (bis 1880)    |
| Haltepunkt / Haltestelle | 6,510                        | Peißenberg Nord (seit 1900)   | 598 m                         |
| Bahnhof | 8,939                        | Peißenberg                    | 591 m                         |
| Abzweig geradeaus und ehemals nach links |                              | Anschluss Bergwerk Peißenberg | Anschluss Bergwerk Peißenberg |
| Strecke |                              | nach Schongau                 | nach Schongau                 |
| |                              |                               |                               |
| Quellen: |                              |                               |                               |

Die Bahnstrecke Weilheim–Peißenberg ist eine eingleisige, ehemals elektrifizierte Nebenbahn in Oberbayern. Sie ist 8,9 Kilometer lang und führt durch den Pfaffenwinkel von Weilheim nach Peißenberg. Zusammen mit der anschließenden Bahnstrecke Schongau–Peißenberg wird sie als Pfaffenwinkelbahn bezeichnet.
Der Abschnitt von Weilheim nach Unterpeißenberg ging 1866 als Pachtbahn in Betrieb. 1875 wurde für den Kohleverkehr des Bergwerks Peißenberg eine Werksbahn von Unterpeißenberg bis Sulz (ab 1880 Peißenberg) eröffnet, auf der 1879 der Personenverkehr aufgenommen wurde. 1925 elektrifizierte die Deutsche Reichsbahn die Strecke für den Kohletransport. Die Einstellung des Kohleabbaus führte 1983 jedoch zur Demontage der Oberleitung.

## Geschichte

### Projektierung der Strecke Tutzing–Peißenberg
1837 begann am Südhang des Hohen Peißenbergs das staatliche Bergwerk Peißenberg mit dem Abbau von Pechkohle. In den Folgejahren entstanden weitere Stollen weiter östlich auf dem Gemeindegebiet von Unterpeißenberg (Bezeichnung der Gemeinde Markt Peißenberg bis 1919). Um gegenüber den Kohlebergwerken in Sachsen und Böhmen konkurrenzfähig zu bleiben, entstanden um 1860 Pläne für eine Eisenbahnanbindung des Bergwerks. Dadurch sollte die Produktion gesteigert und gleichzeitig die Transportkosten gesenkt werden. Am 17. September 1861 beauftragte das bayerische Ministerium für Handel und öffentliche Arbeiten die Königlich Bayerischen Verkehrsanstalten mit der Planung einer Eisenbahnstrecke nach Unterpeißenberg.
Die Verkehrsanstalten prüften daraufhin drei verschiedene Streckenvarianten: In der ersten Variante sollte die bestehende Bahnstrecke München–Starnberg über Tutzing nach Penzberg verlängert und ein in Tutzing abzweigender Streckenast über Weilheim nach Peißenberg errichtet werden. Die zweite Variante sah eine Fernbahn von Starnberg über Tutzing und Weilheim nach Peißenberg vor, die von dort weiter über Schongau nach Kaufbeuren führen und dort an die Ludwig-Süd-Nord-Bahn anschließen sollte. In der dritten Planungsvariante wurde eine Fernbahnverbindung von Rosenheim über die bereits bestehende Bayerische Maximiliansbahn nach Holzkirchen und weiter über Bad Tölz, Penzberg, Weilheim, Peißenberg und Schongau nach Kaufbeuren untersucht, die als Gebirgsgürtelbahn bezeichnet wurde. In den Varianten 1 und 3 sollte damit neben dem Bergwerk Peißenberg auch das Bergwerk Penzberg erschlossen werden. Die Eisenbahnbausektion München der Königlich Bayerischen Verkehrsanstalten entschied sich für die erste Variante. Im November 1862 reichte sie die Planung für die Strecken von Starnberg über Tutzing nach Penzberg und Peißenberg ein. Diese sollten als Pachtbahnen nach der Königlichen Pachtbahnverordnung von 1855 errichtet werden. Der Endpunkt der Pachtbahn nach Peißenberg sollte direkt am geplanten Tiefstollen des Bergwerks Peißenberg bei Bad Sulz liegen.
Am 23. Mai 1863 wurde die Konzession für eine Pachtzeit von 53 Jahren an die Königlich Bayerischen Staatseisenbahnen erteilt. Nach weiteren Verhandlungen schlossen die Staatsbahnverwaltung und die Stadt Weilheim am 28. Juli 1863 den Vertrag zum Bau der beiden Bahnstrecken. Die Verkehrsanstalten veranschlagten die Baukosten mit insgesamt 3,85 Millionen Gulden. Für die 53 Betriebsjahre musste der Staat Bayern eine Pachtsumme von jährlich 192.500 Gulden an die Stadt Weilheim entrichten. Die geplante Fertigstellung der Strecke von Tutzing nach Peißenberg wurde für den 1. November 1864 angesetzt.
Die Eisenbahnkomitees im Bayerischen Oberland waren hingegen mit der Ablehnung der Gebirgsgürtelbahn nicht einverstanden. Am 8. Februar 1863 entschieden sie in Unterpeißenberg, eine eigene Planung für die Strecke in Auftrag zu geben. Die geplante Lage des Endbahnhofs bei Bad Sulz wurde für eine zukünftige Vollendung der Gebirgsgürtelbahn jedoch als hinderlich angesehen, da eine Fortsetzung der Strecke in Richtung Schongau am Hohen Peißenberg eine sehr starke Steigung hätte aufweisen müssen. Die Bayerischen Verkehrsanstalten erstellten daher eine neue Planung für einen weiter im Norden gelegenen Endbahnhof nördlich von Unterpeißenberg, der 56 Fuß höher als der ursprünglich geplante Bahnhof bei Bad Sulz lag. Die Verkehrsanstalten nahmen die bereits ausgeschriebenen Baulose zurück und schlugen der Bergwerksverwaltung Peißenberg den Bau einer eigenen Werksbahn zum Anschluss an den neu geplanten Endbahnhof Unterpeißenberg vor.

### Streckenbau
Zur Errichtung der Pachtbahn wurde in München die Königliche Eisenbahnbausektion für die Starnberg-Penzberg-Peißenberger Bahn gegründet. Noch 1863 begann die Eisenbahnbausektion mit den Bauarbeiten für die Strecken nach Unterpeißenberg und Penzberg. Die Bauoberleitung übernahm Oberingenieur Friedrich Erdinger, während für die lokalen Bauleitungen die Ingenieure Johann Thenn und Karl Schnorr von Carolsfeld eingesetzt wurden. Die ursprünglich geplante Bauzeit von 18 Monaten verlängerte sich aufgrund größerer Schwierigkeiten bei den Erdarbeiten. Als größtes Kunstbauwerk entstand zwischen Weilheim und Unterpeißenberg für 86.000 Gulden eine Brücke über die Ammer.
Am 1. Juli 1865 ging die erste Teilstrecke von Starnberg bis zum Bahnhof Tutzing und am 16. Oktober 1865 der Abschnitt von Tutzing nach Penzberg in Betrieb. Der erste Probezug zwischen Weilheim und Peißenberg verkehrte am 27. Januar 1866. Am 1. Februar 1866 konnten die Königlich Bayerischen Staatseisenbahnen schließlich die 20,1 Kilometer lange Strecke von Tutzing über Weilheim nach Peißenberg feierlich in Betrieb nehmen, von der 6,2 Kilometer auf den Abschnitt von Weilheim nach Unterpeißenberg entfielen.
Der Endbahnhof Unterpeißenberg befand sich aufgrund der Planungsänderung von 1863 abseits des Ortes, etwa zwei Kilometer nordöstlich der nördlichen Stollen des Bergwerks. Die Kohle musste daher mit Pferdefuhrwerken zum Bahnhof gebracht und dort in die Güterwagen umgeladen werden. Vom Tiefstollen bei Bad Sulz dauerte der Transport zum Bahnhof etwa eine halbe Stunde, von den weiter entfernten Unterbaustollen am Südhang des Hohen Peißenbergs bis zu zwei Stunden. Da mit der steigenden Kohlenachfrage das Verkehrsaufkommen am Bahnhof Unterpeißenberg weiter anstieg, stellte die Grubenverwaltung des Bergwerks einen Antrag zur Verlängerung der Strecke bis zum Bergwerk. Am 28. Januar 1868 genehmigte die Abgeordnetenkammer des Bayerischen Landtags die Errichtung der 2,7 Kilometer langen Werksbahn, die vom Bahnhof Unterpeißenberg bis nach Bad Sulz am nördlichen Tiefstollen führen sollte. Am 16. Mai 1868 verabschiedete König Ludwig II. das Gesetz zum Bau der Werksbahn, für den 200.000 Gulden veranschlagt wurden.
Unter der Bauleitung von Ingenieurassistent Friedrich Schwarz begannen im August 1873 die Bauarbeiten für die Strecke, die als Sekundärbahn errichtet wurde. Am 2. Januar 1875 konnte das Bergwerk auf der Werksbahn zunächst einen provisorischen Betrieb aufnehmen. Am 1. August 1875 wurde die Strecke zwischen dem Bahnhof Unterpeißenberg und dem Werksbahnhof Sulz offiziell für den Kohletransport in Betrieb genommen und zum 16. September 1875 für den öffentlichen Güterverkehr freigegeben.

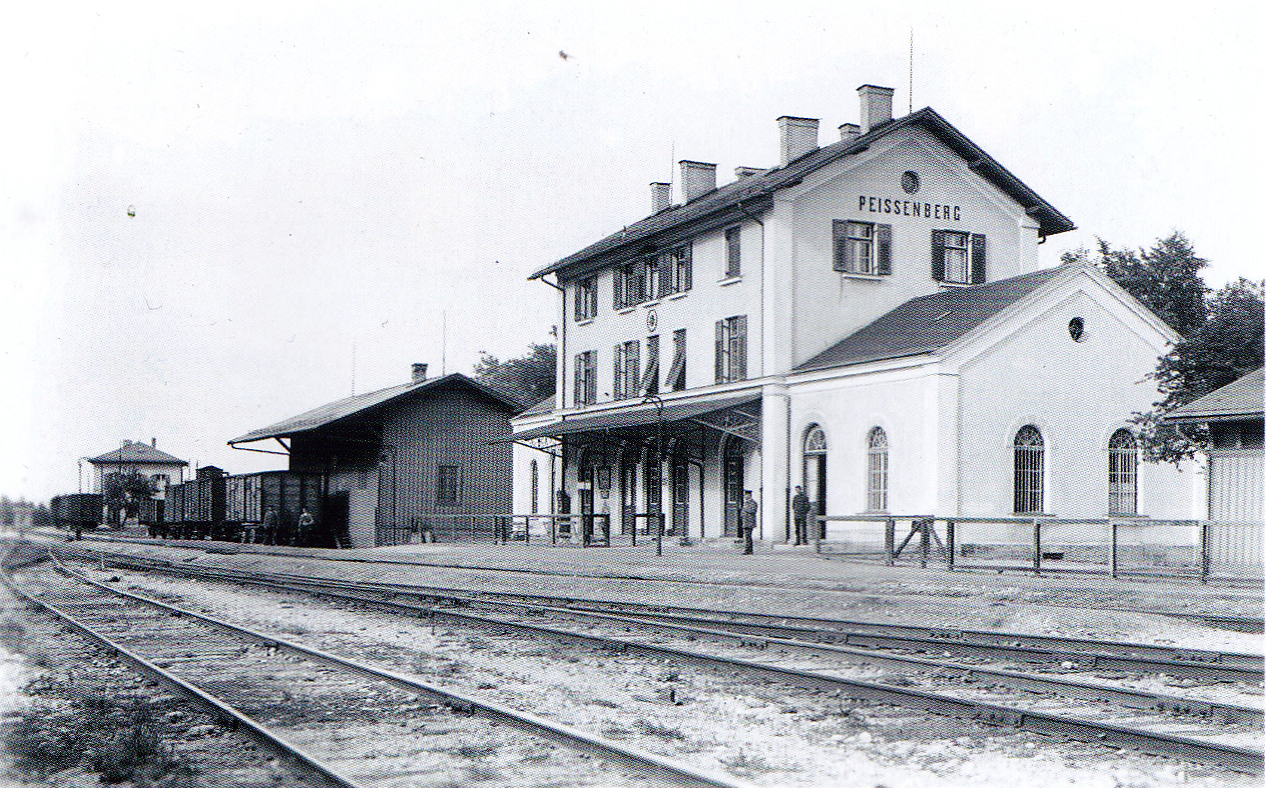
Bahnhof Peißenberg 1910

Die Gemeinden Unterpeißenberg, Ammerhöfe, Böbing und Schöffau beantragten Ende 1875 eine Öffnung der Werksbahn, die bisher ausschließlich dem Güterverkehr diente, für den öffentlichen Personenverkehr. Am 14. Februar 1878 verabschiedete der Bayerische Landtag das Gesetz zum Ausbau der Werksbahn für den Personenverkehr, für den er 308.000 Mark bewilligte. Am 15. Mai 1879 wurde die bisherige Werksbahn für den Personenverkehr freigegeben. Die Bayerischen Staatsbahnen bauten den Werksbahnhof Sulz für den Personenverkehr aus und benannten ihn zum 15. September 1880 in Peißenberg um. Der nicht mehr benötigte Bahnhof Unterpeißenberg wurde am 15. September 1880 stillgelegt.

### Erste Betriebsjahre und Elektrifizierung
In den Jahren 1890, 1892 und 1897 stellte die Gemeinde Unterpeißenberg Anträge zur Errichtung eines neuen Haltepunktes an der Stelle des ehemaligen Bahnhofs Unterpeißenberg. Die Genehmigung zum Bau wurde schließlich im Juli 1899 erteilt. 1900 nahmen die Bayerischen Staatsbahnen den Haltepunkt Unterpeißenberg, heute als Peißenberg Nord bezeichnet, in Betrieb.
1916 ging die Strecke Weilheim–Peißenberg nach dem Auslaufen des Pachtvertrages in das Eigentum der Königlich Bayerischen Staatseisenbahnen über.
1906 verabschiedete die Bayerische Staatsregierung das Gesetz zur Projektierung einer Lokalbahn von Schongau zum Bahnhof Peißenberg. 1910 wurde die Baugenehmigung erteilt und mit den Bauarbeiten für die Strecke begonnen. Am 11. Januar 1917 nahmen die Königlich Bayerischen Staatseisenbahnen den planmäßigen Betrieb auf der Bahnstrecke Schongau–Peißenberg auf, fortan verkehrten durchgehende Reisezüge von Weilheim nach Schongau.
1924 begann die Deutsche Reichsbahn mit der Elektrifizierung der Bahnstrecke von München über Weilheim nach Garmisch-Partenkirchen. Um die schweren Kohlezüge aus dem Bergwerk Peißenberg direkt mit elektrischem Betrieb nach München fahren zu können, errichtete die Reichsbahn zwischen Weilheim und Peißenberg eine Oberleitung. Zum 1. Mai 1925 nahm sie den elektrischen Betrieb mit 15 kV und 16 2⁄3 Hz Wechselstrom auf. Da die anschließende Bahnstrecke nach Schongau nicht elektrifiziert wurde, fand bei durchgehenden Zügen fortan im Bahnhof Peißenberg ein Lokwechsel von Elektro- auf Dampftraktion statt.
Mit dem Sommerfahrplan 1934 hob die Deutsche Reichsbahn die Streckengeschwindigkeit von 40 auf 60 km/h an, eine weitere Beschleunigung war aufgrund der zahlreichen ungesicherten Wegübergänge nicht möglich. Ende der 1930er Jahre modernisierte die Deutsche Reichsbahn die Bahnstrecke und stattete den Bahnhof Peißenberg mit drei mechanischen Stellwerken der Einheitsbauart aus.

### Niedergang in der Bundesbahnzeit
1971 stellte das Bergwerk Peißenberg den Kohleabbau mangels Rentabilität ein. Durch den Wegfall des Hauptkunden ging der Güterverkehr auf der Strecke stark zurück. 1972 legte die Deutsche Bundesbahn das Sachsenrieder Bähnle von Schongau nach Kaufbeuren still. In der Folge wurde auch die Stilllegung der Strecken Weilheim–Peißenberg und Schongau–Peißenberg diskutiert. Am 22. Januar 1976 veröffentlichte die DB ihr Betriebswirtschaftlich optimales Netz, in dem die Stilllegung der Strecken vorgesehen war. Aufgrund von Einwendungen der Gemeinden entlang der Strecke überprüfte die DB ihr Konzept und entschied sich, die Stilllegung zunächst nicht umzusetzen.
Ab 1980 planten die Deutsche Bundesbahn und die Stadt Weilheim eine Erneuerung der Balkenbrücke über die Ammer, da sich bei Hochwasser immer wieder Treibgut an den Pfeilern staute. Im Sommer 1982 errichtete die DB neben der bisherigen Brücke eine neue Stabbogenbrücke mit einem Gesamtgewicht von 370 Tonnen. Nach dem Abbruch der alten Brücke wurde der Überbau der neuen Brücke am 19. September 1982 mittels einer Seilwinde in die Endposition gezogen. Am 30. September 1982 nahm die Deutsche Bundesbahn den Zugverkehr über die Ammerbrücke wieder auf.
Anfang der 1980er Jahre wurde eine Erneuerung der elektrischen Oberleitung zwischen Weilheim und Peißenberg nötig. Aufgrund des geringen Verkehrsaufkommens beschloss die Deutsche Bundesbahn anstelle einer Erneuerung den Abbau der Oberleitung. 1982 stellte sie den elektrischen Zugbetrieb ein und schaltete die Oberleitung ab. 1983 wurden Oberleitung und Fahrleitungsmasten vollständig demontiert. Nach der Einstellung des Personenverkehrs auf der in Schongau anschließenden Strecke nach Landsberg 1984 beschränkte die DB ab 1985 den Zugverkehr zwischen Weilheim und Schongau auf die Wochentage Montag bis Freitag. Dadurch konnten jährlich 153.000 DM eingespart werden.

### Aufschwung ab 1994
1994 führte die Deutsche Bahn auf der Strecke den Werdenfels-Takt ein und verbesserte damit das Zugangebot wieder deutlich. Täglich verkehrten nun bis zu 18 Zugpaare zwischen Weilheim und Schongau. Durch das neue Verkehrsangebot konnten die Fahrgastzahlen wieder auf ein ansehnliches Niveau gesteigert und der Bestand der Strecke gesichert werden.
Zum 14. Dezember 2008 vergab die Bayerische Eisenbahngesellschaft (BEG) den Betrieb des Schienenpersonennahverkehrs auf der Bahnstrecke Weilheim–Peißenberg als Teil des Dieselnetzes Augsburg II an die Bayerische Regiobahn GmbH (BRB), die zur Transdev-Gruppe gehört. Neben der Strecke Weilheim–Peißenberg betreibt die BRB den Nahverkehr auf der Ammerseebahn von Augsburg nach Weilheim und auf der Bahnstrecke Schongau–Peißenberg. Der Verkehrsvertrag lief bis Dezember 2019.
Der Streckenabschnitt von Weilheim bis zur Nordeinfahrt des Bahnhofs Peißenberg wird seit November 2016 durch das elektronische Stellwerk (ESTW) im Bahnhof Weilheim gesteuert. Im Juli 2019 nahm die Deutsche Bahn das mechanische Stellwerk im Bahnhof Peißenberg außer Betrieb. Seit dem 9. September 2019 wird der Bahnhof durch ein ESTW-R der Bauform ZSB 2000 von Scheidt & Bachmann von einem Bedienplatz im ESTW Weilheim gesteuert. Gleichzeitig stattete die Deutsche Bahn vier Bahnübergänge in Peißenberg und Oderding mit neuer Schrankentechnik aus.
In einem Übergangsvertrag vergab die BEG das Dieselnetz Augsburg II und damit den Betrieb auf der Bahnstrecke Weilheim–Peißenberg für den Zeitraum von Dezember 2019 bis Dezember 2021 weiterhin an die Bayerische Regiobahn. 2018 erteilte die BEG den Zuschlag für den Betrieb von Dezember 2022 bis Dezember 2031 im Zuge von Los 2 der Augsburger Netze erneut an die Bayerische Regiobahn.

## Streckenbeschreibung

### Verlauf
Die Bahnstrecke Weilheim–Schongau beginnt bei Streckenkilometer 0,0 im Bahnhof Weilheim (Oberbay). Auf dem ersten Kilometer verläuft sie  parallel zur Bahnstrecke nach Garmisch-Partenkirchen in Richtung Südwesten, östlich an der Weilheimer Altstadt vorbei. Nach einem Bahnübergang über die Geistbühelstraße biegt die Strecke nach Westen ab und überquert auf einer Stahlbogenbrücke die Ammer und ihre Talniederung. Nach einer Linkskurve vor der Ortschaft Grasla führt die Trasse leicht ansteigend in mehreren Kurven in Richtung Südwesten an der westlichen Talflanke des Ammertals bzw. des zufließenden Wörthersbaches.  Bei Kilometer 6,2 erreicht sie den ehemaligen Bahnhof Unterpeißenberg, an dem sich südlich der Strecke die kleine Wohnsiedlung Alte Bahn erstreckt. Die Strecke überquert den Fendter Bach und erreicht nach einem weiteren Kilometer das Ortsgebiet von Peißenberg. Sie führt zunächst in einem Einschnitt, dann auf einem Bahndamm zwischen den Ortsteilen Sulz im Westen und Dorf im Osten hindurch. Bei Kilometer 8,9 erreicht sie am Stadelbach den Bahnhof Peißenberg und trifft auf die neuere Strecke Schongau–Peißenberg, die hier bei Streckenkilometer 15,5 endet.
Der Strecke lag auf ganzer Länge in der Eisenbahndirektion München.

### Betriebsstellen

#### Weilheim (Oberbay)

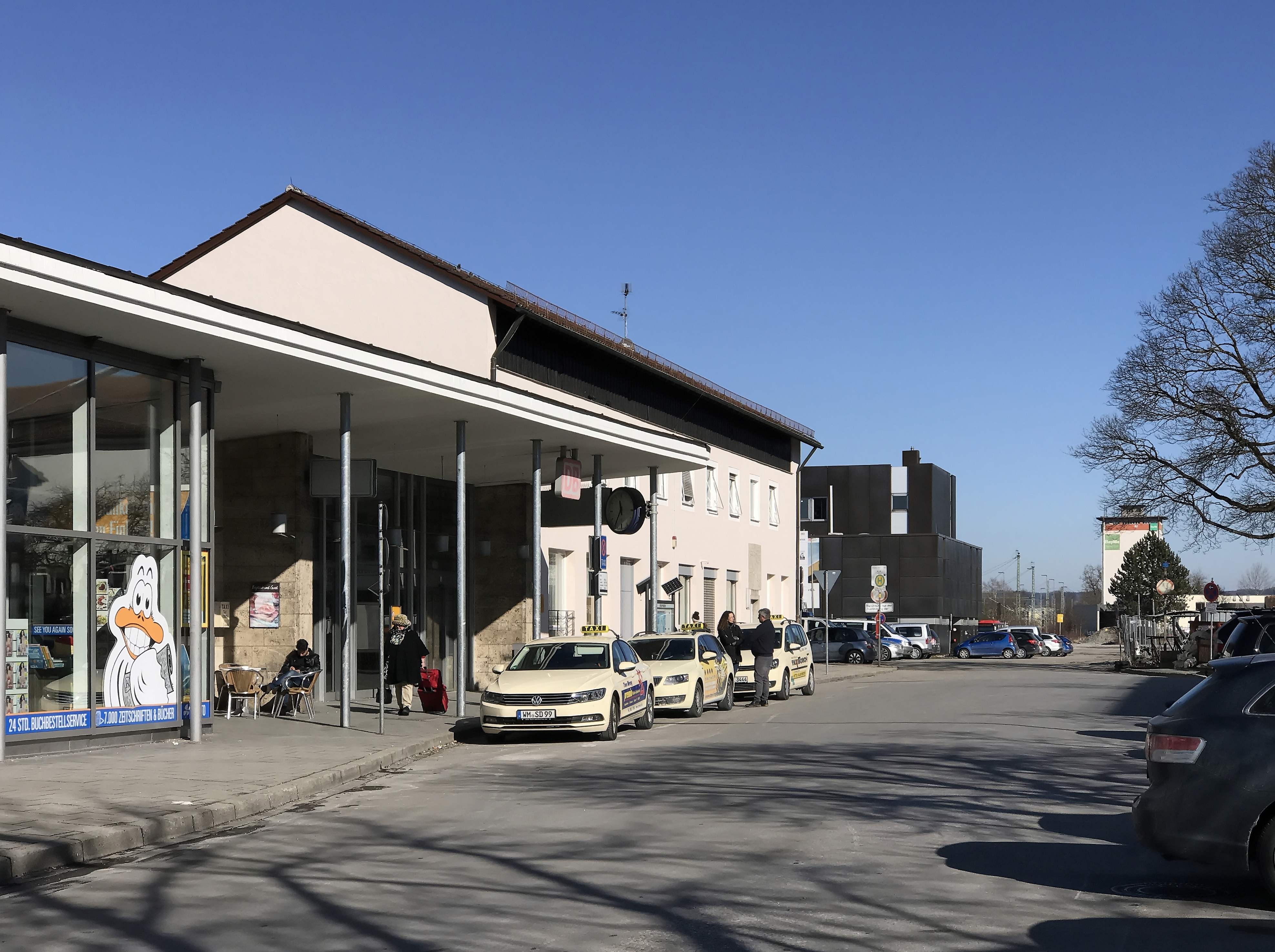
Empfangsgebäude des Bahnhofs Weilheim (2018)

Der Bahnhof Weilheim (Oberbay) (Lage) wurde zusammen mit der Bahnstrecke von Tutzing nach Unterpeißenberg am 1. Februar 1866 eröffnet. Mit der Eröffnung der Vizinalbahn nach Murnau wurde er 1879 zum Trennungsbahnhof und mit der Inbetriebnahme der Ammerseebahn 1898 zum Kreuzungsbahnhof. Heute treffen in Weilheim die Bahnstrecke München–Garmisch-Partenkirchen, die Ammerseebahn von Mering nach Weilheim und die Bahnstrecke Weilheim–Schongau aufeinander. Das ursprüngliche dreigeschossige Empfangsgebäude im Stil des Klassizismus wurde im Zweiten Weltkrieg durch einen Luftangriff zerstört. Bis 1961 errichtete die Deutsche Bundesbahn an seiner Stelle einen langgestreckten zweigeschossigen Neubau. Der Bahnhof verfügte über umfangreiche Gleisanlagen, bis 1977 waren 23 Gleise vorhanden. Als Lokomotivstation war er mit einem dreiständigen Lokschuppen und einer Drehscheibe ausgestattet. Nach Rückbaumaßen sind neben den fünf Bahnsteiggleisen noch zwei bahnsteiglose Gleise sowie drei Abstellgleise mit einer Dieseltankstelle vorhanden. Von 2016 bis 2017 baute die Deutsche Bahn den Bahnhof Weilheim barrierefrei aus und richtete ein neues elektronisches Stellwerk ein.

#### Unterpeißenberg
Der Bahnhof Unterpeißenberg (Lage) befand sich etwa zwei Kilometer nördlich des Ortszentrums der Gemeinde Unterpeißenberg (Bezeichnung der Gemeinde Markt Peißenberg bis 1919). Er bildete den Endpunkt der am 1. Februar 1866 eröffneten Pachtbahn aus Tutzing. Ab 1865 wurde ein dreigeschossiges Empfangsgebäude mit Walmdach südlich der Gleise errichtet. Im Erdgeschoss enthielt es einen Wartesaal und Diensträume, in den beiden Obergeschossen waren Dienstwohnungen für das Bahnpersonal untergebracht. Östlich des Empfangsgebäudes stand ein Nebengebäude mit den Bahnhofstoiletten, westlich ein eigenes kleines Gebäude, das den Königssalon beherbergte. Dieser diente hochstehenden Persönlichkeiten, die auf dem Weg von München zum Schloss Hohenschwangau in Unterpeißenberg von der Bahn auf die Kutsche umstiegen. Unter anderem nutzten der bayerische König Ludwig II. und einmalig 1871 Kaiser Wilhelm I. den Bahnhof zum Umstieg. Der Hausbahnsteig und Gleis 1 wurden durch eine Bahnsteighalle überdacht, die bis zum Königssalon reichte.
Der Bahnhof war mit drei Hauptgleisen sowie weiteren Abstell- und Ladegleisen ausgestattet. Im westlichen Bahnhofsbereich befanden sich der Güterschuppen mit Gleiswaage und eine Torflagerhütte, die jeweils über ein eigenes Ladegleise verfügten. Im östlichen Bahnhofsbereich standen ein zweiständiger Lokschuppen mit Wasserhaus und Drehscheibe sowie eine Laderampe an einem weiteren Ladegleis. Zudem war im Nord- und Südkopf des Bahnhofs jeweils ein Wechselwärterhaus vorhanden. Im Güterverkehr wurde im Bahnhof Unterpeißenberg vor allem die Kohle aus dem Bergwerk Peißenberg von Pferdefuhrwerken auf die Bahn verladen. Mit der Eröffnung der Werksbahn von Unterpeißenberg nach Sulz am 1. August 1875 ging die Güterverladung am Bahnhof deutlich zurück, es verblieben jedoch zunächst Ortsgüterverkehr und Personenverkehr.
Mit der Freigabe der Strecke nach Sulz für den Personenverkehr verlor der Bahnhof Peißenberg 1879 seine Bedeutung. Von 1878 bis 1880 wurden der Güterschuppen, der Lokschuppen und das Wasserhaus abgebaut und am Bahnhof Sulz wieder aufgebaut. Zum 15. September 1880 lösten die Bayerischen Staatsbahnen die Post- und Bahnexpedition Unterpeißenberg auf und legten den Bahnhof still. Die meisten verbliebenen Gebäude wurden von 1881 bis 1882 abgebrochen und die Gleisanlagen bis auf das durchgehende Hauptgleis demontiert. Das ehemalige Empfangsgebäude ging 1883 in Privatbesitz über und blieb als Wohnhaus erhalten.

#### Peißenberg Nord

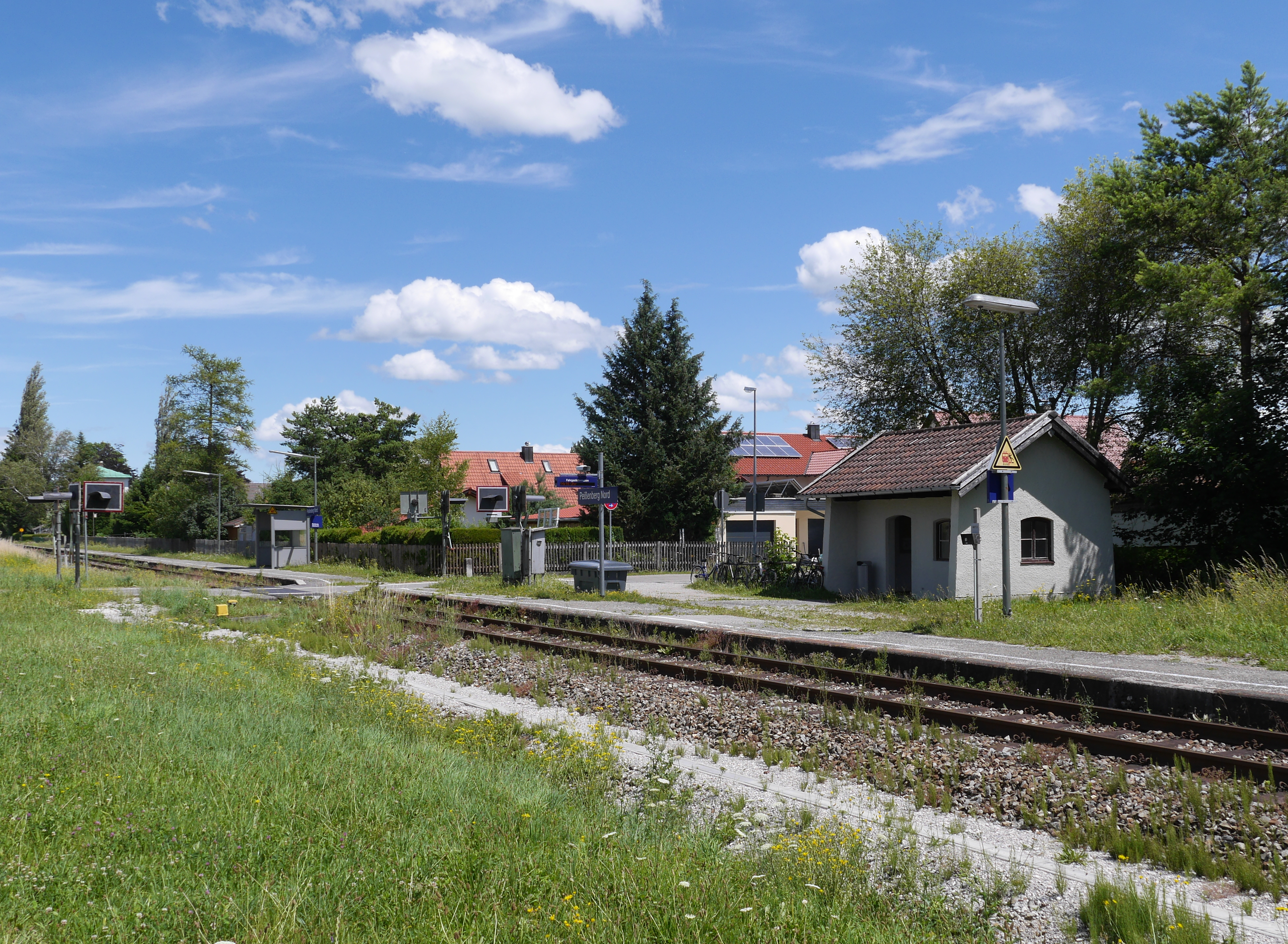
Haltepunkt Peißenberg Nord (2017)

Der Haltepunkt Peißenberg Nord (Lage) liegt etwa 300 Meter südlich des alten Bahnhofs Unterpeißenberg im Peißenberger Ortsteil Alte Bahn. Er wurde 1900 als Haltepunkt Unterpeißenberg in Betrieb genommen und mit einem Beitrag von 562 Mark durch die Gemeinde Unterpeißenberg mitfinanziert. Im Sommer 1929 benannte die Deutsche Reichsbahn den Haltepunkt in Peißenberg Nord um. Der Haltepunkt verfügt über einen 20 cm hohen Seitenbahnsteig, der mittig durch einen Bahnübergang mit Blinklichtanlage geteilt wird. Östlich des Bahnübergangs befindet sich ein kleines Wartehäuschen aus Beton mit Satteldach, die westliche Bahnsteighälfte ist seit Anfang 2011 mit einem verglasten Unterstand ausgestattet.

#### Peißenberg

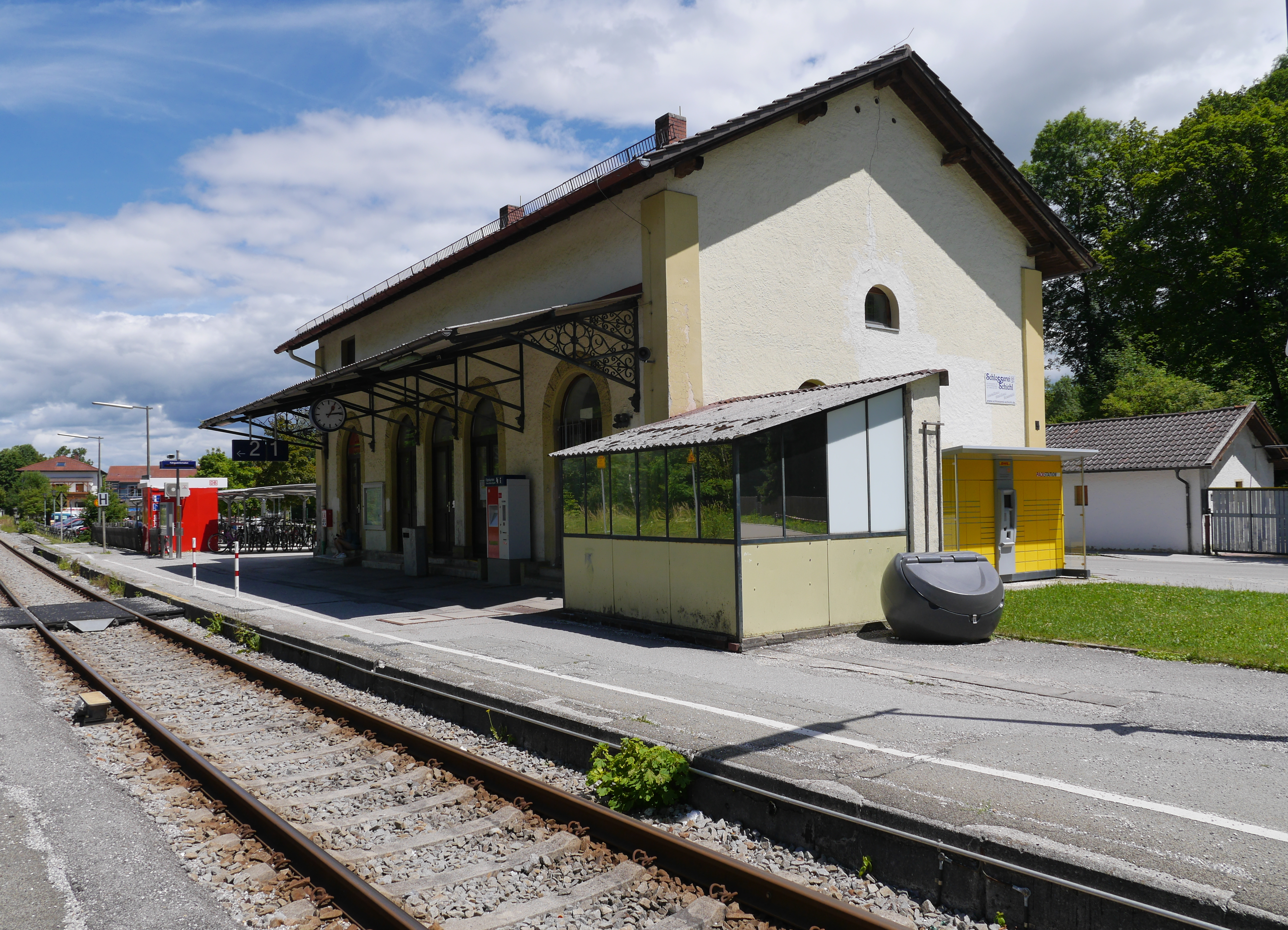
Empfangsgebäude des Bahnhofs Peißenberg (2017)

Der Bahnhof Peißenberg (Lage) befindet sich mittig zwischen dem nordöstlich gelegenen Nordteil (Dorf) und dem Südteil (Wörth) der Gemeinde Peißenberg, südlich des Ortsteils Sulz, der bis 1935 Bad Sulz hieß. Direkt westlich des Bahnhofs befand sich der Tiefstollen des Bergwerks Peißenberg. Er wurde am 1. August 1875 als Werksbahnhof Sulz in Betrieb genommen und war Endpunkt der vom Bahnhof Unterpeißenberg kommenden Werksbahn. Am 15. Mai 1879 nahmen die Bayerischen Staatsbahnen den Personenverkehr zum Bahnhof Sulz auf und benannten ihn zum 15. September 1880 in Peißenberg um. Der Bahnhof erhielt ein dreigeschossiges Empfangsgebäude mit Satteldach und umfangreiche Anlagen für den Güterverkehr. Mit der Errichtung der Strecke von Schongau nach Peißenberg wurde er 1917 zum Durchgangsbahnhof. Nach dem Ende des Kohleverkehrs 1971 verlor der Bahnhof an Bedeutung und die Deutsche Bundesbahn baute den größten Teil der Gleisanlagen zurück. Heute sind noch zwei Bahnsteiggleise und das auf zwei Geschosse zurückgebaute Empfangsgebäude in Betrieb.

## Fahrzeugeinsatz
Nach der Eröffnung der Strecke von Schongau nach Peißenberg setzten die Königlich Bayerischen Staatseisenbahnen Nassdampf-Tenderlokomotiven der Gattung D XI (ab 1925 Baureihe 984–5) ein, die im Bahnbetriebswerk Schongau stationiert waren.
Mit der Elektrifizierung der Strecke setzte die Deutsche Reichsbahn ab 1925 Elektrolokomotiven ein. Die durchgehenden Personenzüge von Weilheim nach Schongau wurden fortan in Peißenberg von Elektro- auf Dampflokomotiven umgespannt, wodurch ein Zeitverlust von bis zu 15 Minuten entstand. Ab den 1940er Jahren bespannte die Deutsche Reichsbahn die schweren Kohlezüge vom Bergwerk Peißenberg zum Teil mit Einheitsdampflokomotiven der Baureihe 50.
Ab Herbst 1952 stellte die Deutsche Bundesbahn einen Teil der lokbespannten Personenzüge auf Uerdinger Schienenbusse der Baureihe VT 95 um, die sie jedoch bald wieder abzog. Ab Sommer 1956 kamen stärker motorisierte Schienenbusse der Baureihe VT 98 zum Einsatz, die im Bw Schongau und der Lokstation Weilheim beheimatet waren. Durch den Triebwageneinsatz entfiel der zeitintensive Lokwechsel im Bahnhof Peißenberg. Im Güterverkehr ersetzte die Deutsche Bundesbahn ab 1963 die Dampflokomotiven durch Diesellokomotiven der Baureihen V 100 und V 60. Vor den schweren Kohlezügen vom Bergwerk Peißenberg setzte die DB noch bis zu ihrer Einstellung 1971 Elektrolokomotiven der Baureihen E 44, E 75 und E 94 ein.
In den 1970er und 1980er Jahren kamen auf der Strecke Akkumulatortriebwagen der Baureihe 515 zum Einsatz, mit denen es jedoch auf den starken Steigungen der Strecke Schongau–Peißenberg zu Problemen kam. Die DB führte den Personenverkehr daher weiterhin vor allem mit Schienenbussen sowie mit Diesellokomotiven der Baureihen 212 und 218 durch. Ab den 1980er Jahren verkehrten zudem Dieseltriebwagen der Baureihen 627 und 628 auf der Strecke.
Die Deutsche Bahn setzte bis 2008 Triebwagen der Baureihen 628 und 642 sowie vereinzelt Lokomotiven der Baureihe 218 mit n-Wagen ein. Mit dem Betreiberwechsel führt seit dem 14. Dezember 2008 die Bayerische Regiobahn den gesamten Personenverkehr auf der Strecke mit Dieseltriebwagen des Typs LINT 41 durch.

## Verkehr

### Personenverkehr

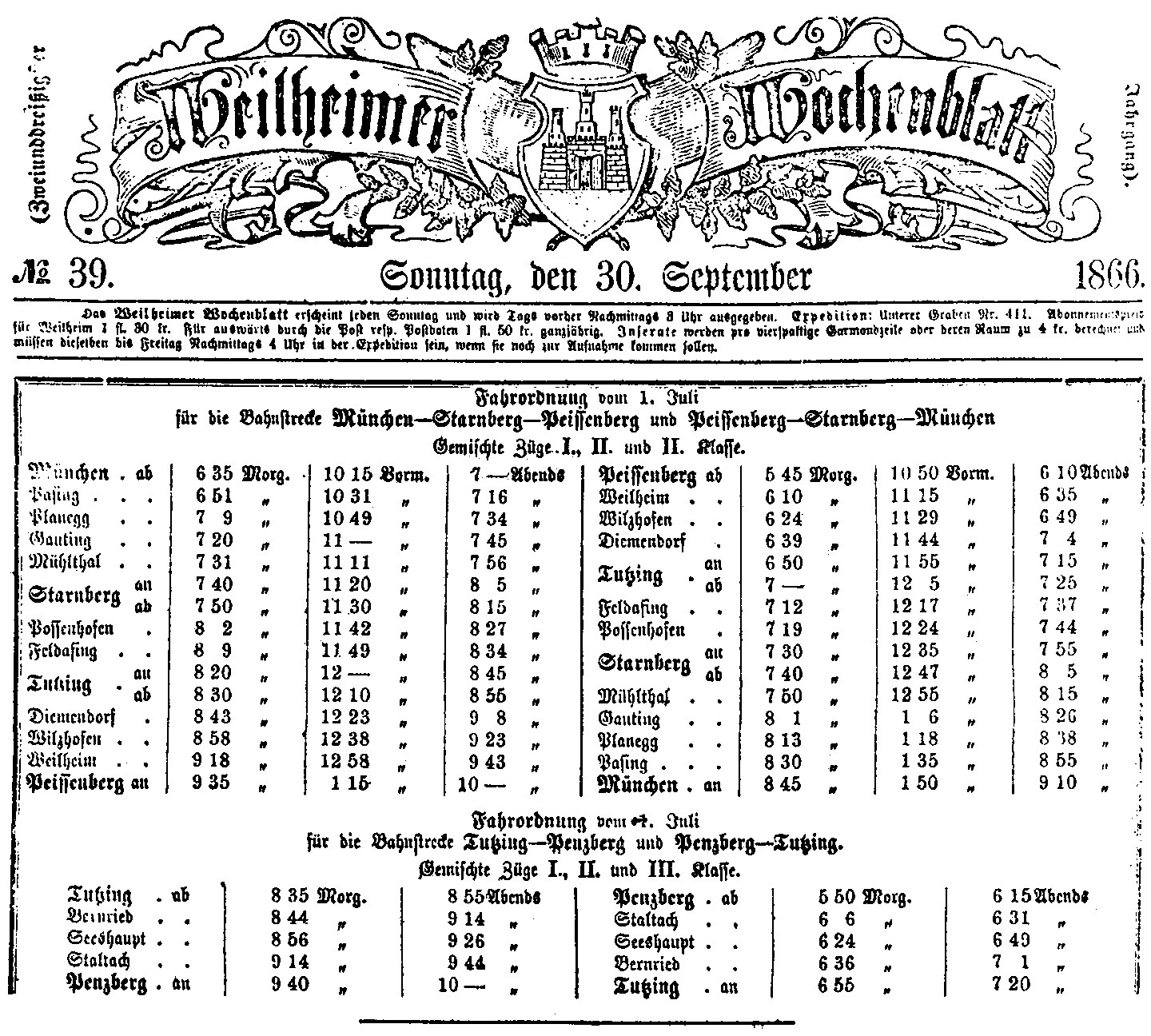
Fahrplan München–Peißenberg vom 1. Juli 1866 im Weilheimer Wochenblatt

Nach der Eröffnung der Strecke Weilheim–Unterpeißenberg am 1. Februar 1866 verkehrte täglich ein Zugpaar von Unterpeißenberg nach Tutzing, wo Anschluss an die Züge nach München bestand. Ab dem Sommerfahrplan 1866 betrieben die Königlich Bayerischen Staatseisenbahnen täglich drei durchgehende Zugpaare von München nach Unterpeißenberg, die als gemischte Züge mit allen drei Wagenklassen verkehrten. Die Fahrzeit der Züge betrug auf dem Abschnitt von Weilheim nach Unterpeißenberg 17 Minuten und auf der Gesamtstrecke bis München genau 3 Stunden. Bis zum Sommerfahrplan 1869 stieg das Verkehrsangebot auf vier Zugpaare zwischen München und Unterpeißenberg, die für den Abschnitt von Weilheim nach Unterpeißenberg nur noch 13 Minuten und für die Gesamtstrecke etwa 2 Stunden und 40 Minuten benötigten.
Ab dem 15. Mai 1879 verkehrten alle Personenzüge ab Unterpeißenberg weiter bis zum Bahnhof Sulz (ab 1880 Peißenberg). Mit der Erhebung der Vizinalbahn von Weilheim nach Murnau zur Hauptbahn 1898 stellten die Bayerischen Staatsbahnen die durchgehenden Zugverbindungen zwischen München und Peißenberg ein. Die Züge aus Peißenberg endeten fortan im Bahnhof Weilheim, an dem die Reisenden in die Züge von Murnau nach München umsteigen mussten.
In der Folgezeit stieg die Zahl der Zugpaare auf der Strecke Weilheim–Peißenberg an. Im Sommerfahrplan 1914 fuhren täglich acht Zugpaare zwischen Weilheim und Peißenberg, die für die Strecke mit einem Zwischenhalt am Bedarfshaltepunkt Unterpeißenberg 18 Minuten in Richtung Peißenberg und 17 Minuten in Richtung Weilheim benötigten. An Sonn- und Feiertagen verkehrte ein zusätzliches Zugpaar ohne Halt in Unterpeißenberg mit einer Fahrzeit von 15 bis 16 Minuten.
Mit der Eröffnung der Strecke Schongau–Peißenberg verkehrten ab dem 11. Januar 1917 zunächst täglich drei durchgehende Zugpaare von Weilheim nach Schongau.
Im Sommerfahrplan 1939 verkehrten täglich neun Zugpaare auf der Strecke, von denen sechs über Peißenberg hinaus bis Schongau durchgebunden wurden. An Wochenenden fuhr ein zusätzlicher Zug von Weilheim nach Peißenberg. Die Züge benötigten 13 Minuten für die Strecke und führten nur die dritte Wagenklasse. Während des Zweiten Weltkriegs reduzierte die Deutsche Reichsbahn den Reisezugverkehr auf der Bahnstrecke Weilheim–Peißenberg. 1943 verkehrten nur noch vier bis fünf Zugpaare durchgehend zwischen Weilheim und Schongau.
Ende der 1940er Jahre verbesserte die Deutsche Bundesbahn das Zugangebot auf der Strecke wieder. Ab 1950 verkehrten an Werktagen neun Zugpaare zwischen Weilheim und Schongau.
Im Sommerfahrplan 1971 setzte die DB zwischen Weilheim und Schongau von Montag bis Freitag acht und am Wochenende sechs bis sieben Zugpaare ein, von denen eines ab Schongau nach Kaufbeuren durchgebunden wurde. Zudem verkehrte werktags ein zusätzliches Zugpaar zwischen Weilheim und Peißenberg. Die Züge benötigten für die Strecke von Weilheim nach Peißenberg zwischen 10 und 12 Minuten, alle Züge führten nur die 2. Klasse. Mit der Einstellung des Personenverkehrs auf der Bahnstrecke Kaufbeuren–Schongau entfielen ab Oktober 1972 die Durchbindungen nach Kaufbeuren.
In den 1970er Jahren reduzierte die Deutsche Bundesbahn den Zugverkehr an den Wochenenden, am Samstagnachmittag und Sonntagvormittag wurden die Züge durch Busse ersetzt. Von Montag bis Freitag verkehrten weiterhin acht Zugpaare im Zeitraum von 5:30 bis 19:30. Aus Kostengründen stellte die DB zum Sommerfahrplan 1985 den Zugverkehr an Wochenenden und Feiertagen vollständig ein und setzte stattdessen Busse ein. Gleichzeitig wurde unter der Woche ein neuntes Zugpaar zwischen Weilheim und Schongau eingeführt. Zur Schließung von Taktlücken führte die DB ab 1993 drei zusätzliche Zugpaare auf der Strecke ein.
Zum Sommerfahrplan ab dem 29. Mai 1994 führte die Deutsche Bahn den Werdenfels-Takt auf der Bahnstrecke Weilheim–Schongau ein. Der Wochenendverkehr wurde wiederaufgenommen und mit bis zu 18 täglichen Zugpaaren ein ganztägiger Stundentakt auf der Strecke eingeführt. Abends weitete die DB den Zugverkehr bis nach Mitternacht aus. Einzelne Regionalbahnen wurden ab Weilheim über die Ammerseebahn nach Dießen verlängert.

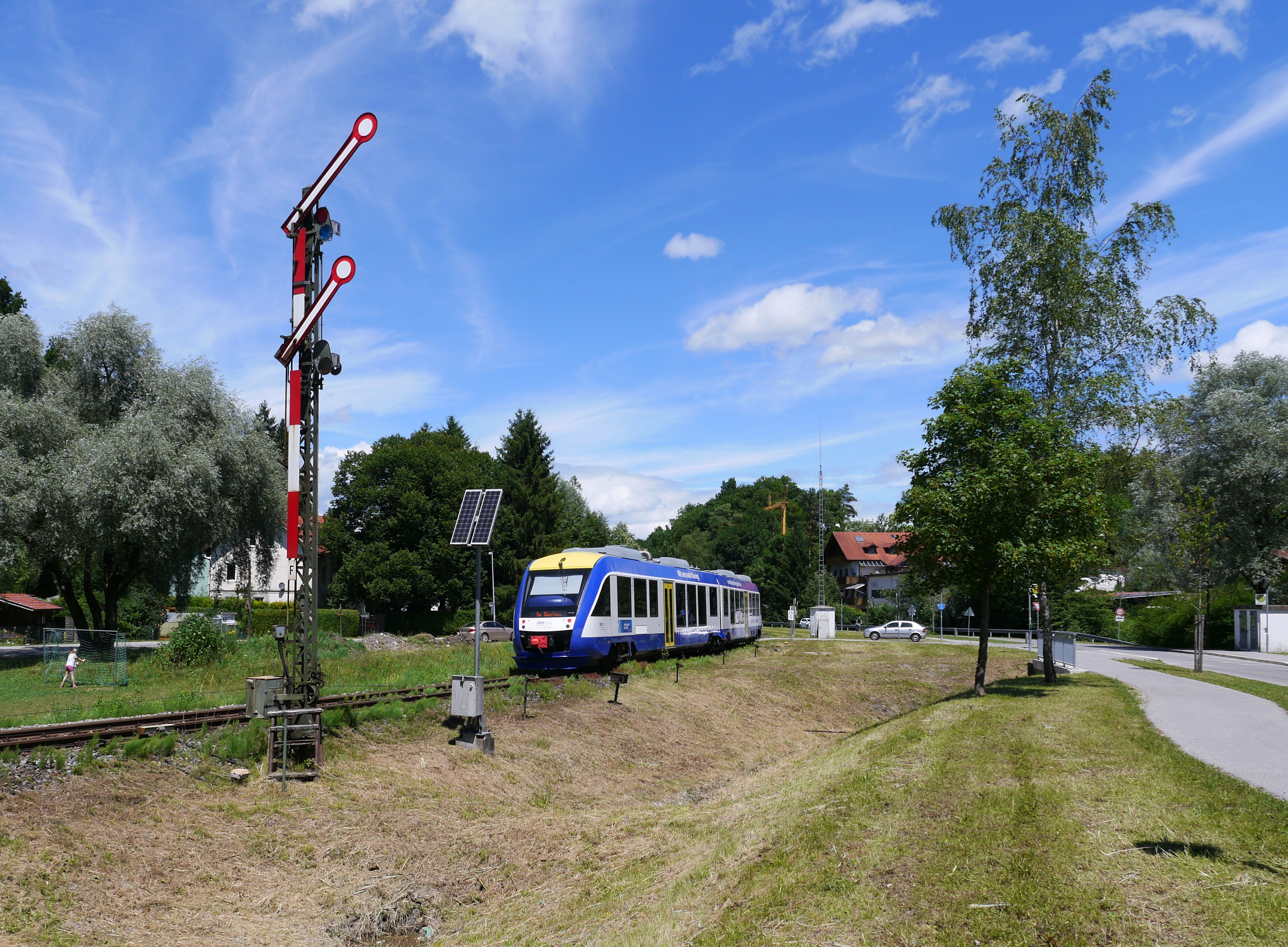
LINT 41 der BRB am Einfahrsignal von Peißenberg

Seit dem 14. Dezember 2008 ist die Bayerische Regiobahn (BRB) Eisenbahnverkehrsunternehmen auf der Pfaffenwinkelbahn und der anschließenden Ammerseebahn. Die Züge verkehren seitdem ganztägig im Stundentakt von Augsburg-Oberhausen über Weilheim und Peißenberg nach Schongau. Zur üblichen Symmetrieminute kurz vor der halben Stunde kreuzen die Züge in Peißenberg. In der Hauptverkehrszeit verkehren zusätzlich stündliche Verstärkerzüge von Geltendorf nach Peißenberg und morgens teilweise weiter bis Schongau, die auf diesem Abschnitt einen Halbstundentakt herstellen. Von Weilheim nach Peißenberg benötigen die Züge planmäßig 10 Minuten. Im Halbknoten Weilheim bestehen gute Anschlüsse nach München, dagegen entsteht beim Umsteigen nach Garmisch-Partenkirchen Wartezeit.

### Güterverkehr
Die Strecke von Weilheim nach Unterpeißenberg diente von Beginn an vor allem dem Kohleverkehr des Bergwerks Peißenberg. Die abgebaute Pechkohle wurde mit Fuhrwerken zum Bahnhof Unterpeißenberg gebracht und dort in die Güterwagen der Bayerischen Staatsbahnen verladen. Neben der Kohleabfuhr transportierten die Bayerischen Staatseisenbahnen Grubenholz für das Bergwerk zum Bahnhof Unterpeißenberg. Der Ortsgüterverkehr war hingegen nur von geringer Bedeutung, es wurden vor allem landwirtschaftliche Produkte verladen. Im Winterfahrplan 1873/74 verkehrten täglich zwei Güterzüge zwischen München und Peißenberg.

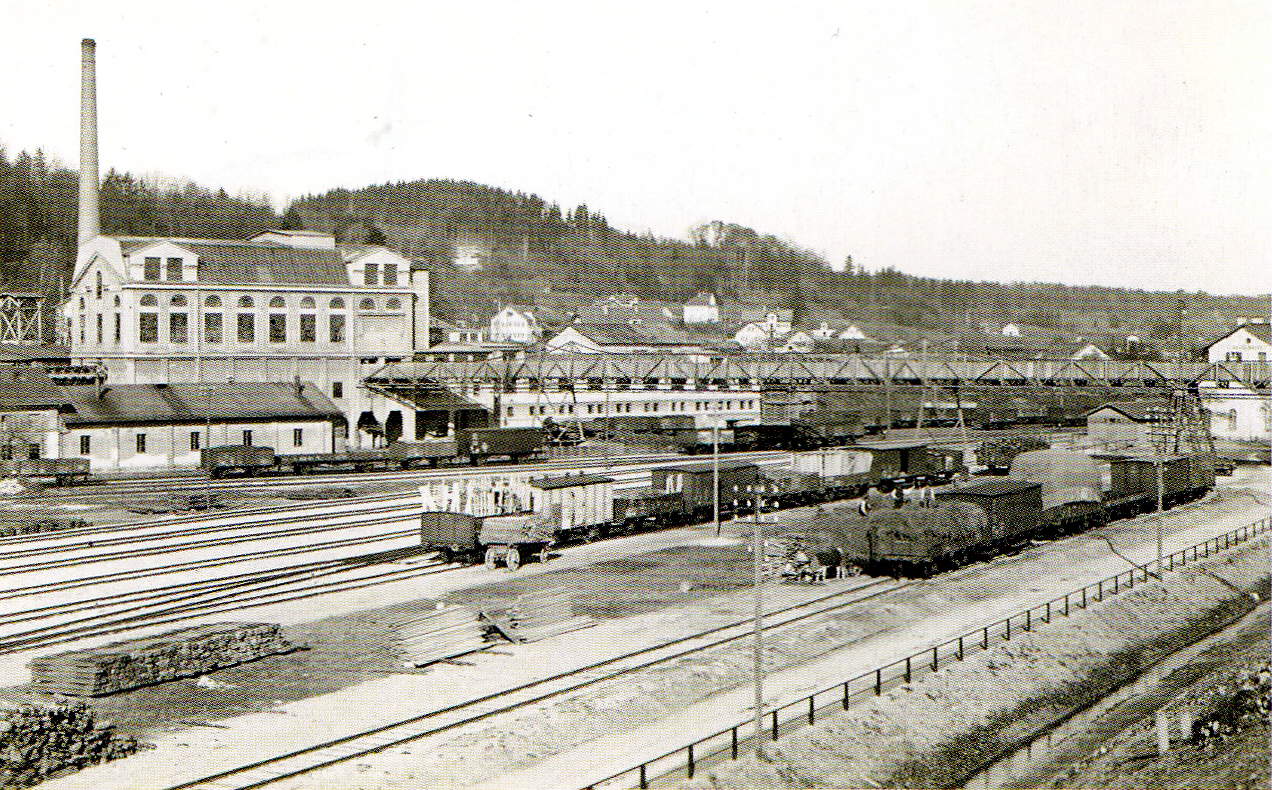
Kohlenladegleise des Bahnhofs Peißenberg

Mit der Eröffnung der Werksbahn nach Sulz 1875 konnte die Kohle- und Grubenholzverladung fortan direkt am Tiefstollen des Bergwerks stattfinden. 1879 verlegten die Bayerischen Staatsbahnen die örtliche Güterverladung ebenfalls vollständig zum Bahnhof Sulz. Aufgrund der steigenden Kohlenachfrage nahm der Güterverkehr zum Bergwerk in den folgenden Jahren stetig zu. Ab 1915 wurden über einen neu errichteten Gleisanschluss Grubenholz und Maschinen über den Bahnhof Peißenberg direkt zum neuen Hauptschacht des Bergwerks Peißenberg transportiert und die geförderte Kohle von dort abgefahren. Die Kohlezüge aus Peißenberg verkehrten ausschließlich über den Bahnhof Weilheim und weiter nach München oder über die Ammerseebahn nach Augsburg, während die Kohletransporte in Richtung Westen vom 1922 eröffneten Bergwerk Peiting ausgingen. Ab 1928 wurde die Beladung der Kohlewagen vom Bahnhof Peißenberg zum Gleisanschluss am Tiefstollen verlegt.
Die Schließung des Bergwerks Peißenberg 1971 führte zur Einstellung der schweren Kohlezüge und zu einem Einbruch des Güterverkehrs auf der Strecke. Die Deutsche Bundesbahn beendete 1970 die Stückgutverladung in Peißenberg und stellte in den 1980er Jahren den örtlichen Güterverkehr in Peißenberg vollständig ein.
Es verblieb die Bedienung des Gleisanschlusses zum ehemaligen Bergwerk, über den die Deutsche Bundesbahn das Kraftwerk Peißenberg mit Schweröl und ab 1991 mit leichtem Heizöl belieferte. Mit dem Ende der Öltransporte zum Kraftwerk
findet seit 2000 kein Güterverkehr mehr auf der Strecke statt.

## Kursbuchstrecken
Zu Beginn war die Strecke im Reichs-Kursbuch als Teil der durchgehenden Verbindung München–Peißenberg verzeichnet. Ab den 1880er Jahren wurde sie als Zweigstrecke der Verbindung München–Garmisch-Partenkirchen geführt, ab den 1910er Jahren ergänzt um die in Bau befindliche Bahnstrecke Schongau–Peißenberg. Mit der Einführung des Amtlichen Kursbuchs für das Reich (später Deutsches Kursbuch) wurde sie, gemeinsam mit der Strecke Schongau–Peißenberg, in einer eigenen Kursbuchstrecke geführt. Die Deutsche Bundesbahn führte 1950 eine durchgehende Kursbuchstrecke 404c von Weilheim nach Kaufbeuren ein, die zusätzlich die Bahnstrecke Kaufbeuren–Schongau umfasste. Diese Kursbuchstrecke hatte, zuletzt unter der Nummer 966, bis zur Einstellung des Personenverkehrs zwischen Kaufbeuren und Schongau im Jahr 1972 Bestand. Seit 1973 hat die Verbindung Weilheim–Peißenberg–Schongau die Kursbuchstreckennummer 962 inne.
| Zeitraum  | Nummer | Strecke                                                                                         |
| --------- | ------ | ----------------------------------------------------------------------------------------------- |
| 1880      | 236    | München (– Penzberg / Murnau) – Sulz                                                            |
| 1890–1897 | 297    | München (– Penzberg / Peißenberg) – Murnau – Garmisch-Partenkirchen                             |
| 1905      | 297    | München (– Peißenberg) – Murnau (– Oberammergau) – Garmisch-Partenkirchen                       |
| 1914–1939 | 297    | München (– Schongau) – Murnau (– Oberammergau) – Garmisch-Partenkirchen (– Griesen) – Innsbruck |
| 1935–1938 | 404a   | Weilheim (Oberbay) – Peißenberg – Schongau                                                      |
| 1938–1950 | 404c   | Weilheim (Oberbay) – Peißenberg – Schongau                                                      |
| 1950–1972 | 404c   | Weilheim – Peißenberg – Schongau – Kaufbeuren                                                   |
| 1972      | 966    | Weilheim – Peißenberg – Schongau – Kaufbeuren                                                   |
| 1972–1973 | 966    | Weilheim – Peißenberg – Schongau                                                                |
| ab 1973   | 962    | Weilheim – Peißenberg – Schongau                                                                |

## Zukunftsaussichten
Da die Durchlässigkeit der Strecke unter Geschwindigkeitsbeschränkungen wegen etlicher nicht technisch gesicherter Bahnübergänge leidet, ist deren Aufhebung oder technische Sicherung nötig.
Es ist geplant, alle Bahnhöfe entlang der Strecke bis Ende 2021 barrierefrei auszubauen.
In der Diskussion ist die Einrichtung eines neuen Haltepunktes Weilheim-Au nahe der Abzweigung von der Bahnstrecke München–Garmisch-Partenkirchen in der Nähe des Gewerbegebietes Trifthof. Bei den Anliegern ist diese Planung umstritten. Nachdem der Weilheimer Stadtrat am 1. März 2018 gegen das Eingehen des Projekts in ein Planfeststellungsverfahren gestimmt hat, ist eine Realisierung nicht mehr zu erwarten.
Im Februar 2025 wurde ein Gutachten zur Dekarbonisierung des Schienenpersonennahverkehrs in Schwaben und dem westlichen Oberbayern im Auftrag des Freistaat Bayern vorgestellt. Demnach soll die Strecke Weilheim–Peißenberg erneut elektrifiziert werden. Auf den anschließenden Bahnstrecken nach Schongau und Richtung Mering sollen Akkumulatortriebwagen verkehren, deren Batterien zwischen Weilheim und Peißenberg aufgeladen werden. Der Freistaat möchte die DB InfraGO noch im Jahr 2025 mit der Planung des Infrastrukturausbaus beauftragen.